# Concert per a violí núm. 1 (Xostakóvitx)
El Concert per a violí núm. 1 en la menor, op. 77, va ser originalment escrit per Dmitri Xostakóvitx entre el 1947 i 1948. Encara estava treballant en la peça en el moment del decret de Jdànov, i en el període posterior a la denúncia del compositor en el sentit que l'obra no es podria realitzar. En el període entre l'acabament inicial de l'obra i l'estrena el 29 d'octubre de 1955, el compositor i el violinista a qui el va dedicar, David Óistrakh, van treballar en un cert nombre de revisions. El concert va ser finalment estrenat per la Filharmònica de Leningrad sota la direcció de Ievgueni Mravinski. Es va rebre bé; Óistrakh va fer comentaris sobre la "profunditat del seu contingut artístic" i va descriure la part del violí com un "concís paper shakespearià".

## Estructura
El concert dura uns 35 minuts i consta de quatre moviments, amb una cadenza lligant els dos darrers:
- I Nocturne (Moderato – Meno mosso – Tempo I) - Un semi-homenatge al primer moviment del concert de violoncel d'Elgar.
- II Scherzo (Allegro – Poco più mosso – Allegro – Poco più mosso) - Dansa demoníaca.
- III Passacaglia (Andante) – Cadenza - Utilitza el motiu del destí de Beethoven, incorporant-lo a la cadenza preburlesca.
- IV Burlesque (Allegro con brio – Presto) - El tema del solo de l'entrada del violí s'assembla a la del solo de flauta de Petruixka de Stravinski.